# Mylagaulidae
Mylagaulidae o milagaúlidos son una familia extinta de roedores esciuromorfos. Son conocidos del Neógeno de Norteamérica y China. El más antiguo miembro del grupo es Trilaccogaulus montanensis que vivió hace 29 millones de años en el Oligoceno, y el más reciente es Ceratogaulus hatcheri - anteriormente incluido en Epigaulus - el cual fue hallado en estratos del Plioceno, hace 5 millones de años.

## Sistemática
Tres subfamilias son reconocidas. La taxonomía de Galbreathia no está resuelta; este podría pertenecer a Mylagaulinae pero carece de sus apomorfias características.
Promylagaulinae
- Género Crucimys
- Género Promylagaulus
- Género Simpligaulus[3]
- Género Trilaccogaulus

Mesogaulinae
- Género Mesogaulus - incluye a Mylagaulodon

Mylagaulinae
- Género Alphagaulus (parafilético[2])
- Género Ceratogaulus - incluye a Epigaulus
- Género Hesperogaulus
- Género Mylagaulus
- Género Pterogaulus
- Género Umbogaulus

incertae sedis
- Género Galbreathia - ¿basal a Mylagaulinae?